# ساتوشي ناكاجيما
ساتوشي ناكاجيما (باليابانية: 中嶋聡؛ بالكانا: なかじま さとし) هو لاعب كرة قاعدة ياباني، ولد في 27 مارس 1969 في أكيتا في اليابان.

## وصلات خارجية
- ساتوشي ناكاجيما على موقع الدوري الياباني لكرة القاعدة (الإنجليزية)
- ساتوشي ناكاجيما على موقعبيزبول رفرنس.كوم (الدوري الثانوي) (الإنجليزية)